# 13411 OLRAP
13411 OLRAP este un asteroid din centura principală de asteroizi.

## Descriere
13411 OLRAP este un asteroid din centura principală de asteroizi. A fost descoperit pe 31 octombrie 1999 la Bédoin de Pierre Antonini (astronom). El prezintă o orbită caracterizată de o semiaxă mare de 2,65 ua, o excentricitate de 0,19 și o înclinație de 12,7° în raport cu ecliptica.